# Saint-Laurent-sur-Saône
Saint-Laurent-sur-Saône är en kommun i departementet Ain i regionen Auvergne-Rhône-Alpes i östra Frankrike. Kommunen ligger  i kantonen Bâgé-le-Châtel som ligger i arrondissementet Bourg-en-Bresse. Kommunens areal är 0,53 km². År 2022 hade Saint-Laurent-sur-Saône 1 735 invånare.

## Befolkningsutveckling
Antalet invånare i kommunen Saint-Laurent-sur-Saône
Referens: INSEE